# Henry Czerny
Henry Czerny (Toronto, 8 de fevereiro de 1959) é um ator canadense.

## Biografia
Czerny é filho de pais polacos, e nasceu em Toronto, Ontário. A sua mãe trabalhava numa padaria e o seu pai era um soldador. Czerny formou-se na Escola Nacional de Teatro em Montreal. Depois de formado, em 1982, passou a desempenhar papéis no teatro por todo o Canadá. No final dos anos de 1980, ele estabeleceu-se como um experiente veterano do teatro canadense - um longo caminho a partir de Lucky Larry, o seu primeiro papel.
Czerny tem o seu início de carreira no desempenho de papéis em musicais do Humberside Collegiate Institute em Toronto, sob a direção de Janet Keele. 
Ele teve um papel proeminente no controverso The Boys of St. Vincent, Mission: Impossible, Clear and Present Danger, The Ice Storm e The Pink Panther, uma comédia na qual ele interpreta "Yuri, o Formador que treina". Em 2005, ele interpretou o tenente Brooks num episódio de CSI, ("Jackpot"). A sua última performance foi em Conversations with God, de Neale Donald Walsch, desempenhado por Czerny.
Em 2007, ele apareceu na série da Showtime The Tudors, interpretando o duque de Norfolk. Em 24 de janeiro de 2009, Czerny co-estrelou com Sigourney Weaver no filme Prayers for Bobby.
É conhecido por interpretar Conrad Grayson na série norte-americana Revenge.